# Giardino botanico Mediterraneo
Il giardino botanico Mediterraneo si trova a San Salvo in provincia di Chieti.

## Storia
L'avvio della realizzazione del giardino botanico va fatto risalire al 2000, quando il Comune di San Salvo deliberò l'istituzione sul proprio litorale del Biotopo Costiero, un habitat dunale all'interno del sito di interesse comunitario Marina di Vasto.
All'interno del biotopo costiero, nel 2001 venne allestito il Giardino botanico Mediterraneo tramite un progetto di restauro naturalistico finanziato della Regione Abruzzo e dal Comune di San Salvo e riconosciuto Orto Botanico di interesse Regionale ai sensi della legge regionale 35/1997.

## Struttura
Il progetto di restauro è stato attuato secondo tre fasi operative:
- restauro di dune nel tratto di spiaggia al confine con il comune di Vasto;
- realizzazione di stagni retrodunali ed istituzione del Centro di Recupero delle Testuggini;
- realizzazione del centro di educazione ambientale "Osservatorio del Mare".

Il restauro della duna è stato realizzato delimitando con delle recinzioni l'area, nella quale si è reinnescato in modo naturale il processo ricostitutivo delle dune, con ricolonizzazione spontanea della vegetazione.
L'area retrodunale è stata invece ricostituita meccanicamente, introducendo stagni e depressioni umide di acqua dolce, a loro volta colonizzate spontaneamente dalla vegetazione igrofila e da uccelli migratori. Nella primavera del 2003, poi, è iniziato il rilevamento dell'avifauna da parte della Società Ornitologica Abruzzese.
Infine, in questa area umida è stata reintrodotta la testuggine palustre, indigena della zona. Sulla spiaggia del giardino botanico, poi, si verificano regolarmente spiaggiamenti della tartaruga marina e per questo motivo è stato allestito un centro di recupero delle tartarughe terrestri e marine.